# Kerámiakés

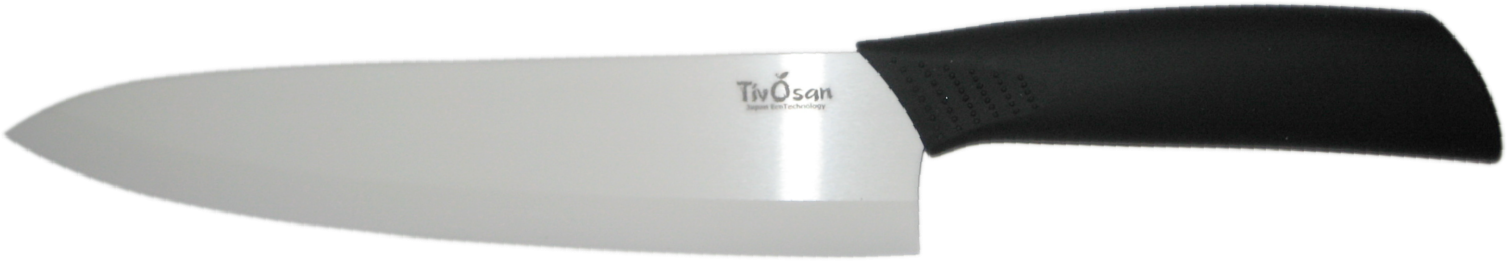
Kerámiakés

A kerámiakés nagyon kemény kerámiából, általában cirkónium-dioxidból (ZrO2) készül. Gyártása során cirkónium port tömörítenek igen nagy, mintegy 300 tonnás nyomás alatt, így kapnak penge alakú lapokat. Ezek a lapok rendkívül ridegek és törékenyek, eltörhetnek akár egy gyenge ütéstől, ezért speciális kötőanyagokat alkalmaznak, hogy megtartsák formájukat a kiégetésig. Mint minden kerámiát, ezt is úgy teszik tömörré és erőssé, hogy kemencében, szilárd halmazállapotban szinterelik körülbelül 1400 °C-on, 5–12 órán át. Az eredmény egy nagyon kemény és életlen penge, ami még fenést igényel, hogy a kívánt vágóéllel rendelkezzen. A pengék élezése gyémántpor bevonatú fenőkoronggal történik.

## A cirkónium-dioxid
A cirkónium-dioxid nagyon kemény anyag; 8,5 értékű az ásványok keménységének jellemzésére használatos Mohs-féle keménységi skálán (az edzett acél ezen 6–6,5, a gyémánt pedig 10 értékű), ezért rendkívül kemény élt ad, ami alig igényel fenést. Amikor azonban mégis szükség van a fenésére, a kerámiapenge nem fenhető ugyanazon a módon, mint az acélpengék, amelyeket gyakran kerámia fenőköveken éleznek. Bármilyen penge fenéséhez egy nálánál keményebb anyagra van szükség, ezért a kerámia késeket rendszerint ipari gyémántélezőkkel fenik.
Másfelől a tiszta cirkónium-dioxidnak az iparban való széles körű használata korlátozott, köszönhetően polimorfizmusának. Ez azt jelenti, hogy kristályszerkezete szobahőmérsékletről magas hőmérsékletre hevülve három – monoklin, tetragonális, köbös – fázison megy át. Amikor kihűl és monoklin állapotba kerül, nagy mértékben megnövekszik a térfogata, ami gyakran az anyag gyengülését okozza. E jelenség enyhítése végett, azaz hogy kiküszöböljék a térfogatváltozást, adalékokat használnak az anyagnak a magas hőmérsékletű állapotában való stabilizálásához. Gyakran magnéziumot, kalciumot és ittriumot, amelyek közül az ittrium nyújtja a legjobb mechanikai tulajdonságokat, emellett jellegzetes gyöngyházszerű megjelenést kölcsönöz az anyagnak. A legnagyobb erejű, és ami még fontosabb, a legkeményebb cirkónium 3 molszázalék ittrium-oxid hozzáadásával készül, ami részlegesen stabilizált cirkóniumot eredményez. Ezt az anyagot a tetragonális és a köbös fázis keveréke és közel 1200 MPa kötőerő jellemzi.

## Alkalmazás
A kerámiakés nem rozsdásodik. Emellett nem vezeti az áramot és nem mágnesezhető, ami robbanóeszközök hatástalanításánál előnyös. A savakkal és lúgokkal szembeni kémiai közömbössége, valamint az a tulajdonsága, hogy sokkal tovább tartja az élét, mint a kovácsolt fémkések, igen jó konyhai eszközzé teszik, ami szeletelésre és csont nélküli húsok, zöldségek, gyümölcsök vágására alkalmas. Mivel nagyon rideg, nem lehet használni sújtásokkal való vágáshoz, csontok és fagyasztott ételek vágásához, vagy dolgok felfeszítéséhez. Ezek a vágóél kicsorbulását, vagy a pengének a nyélről való letörését eredményezhetik. E kések hegye nem görbül meg és nem pattogzik le, viszont letörhet, ha a földre ejtik.
A kerámia kések problémát jelentenek a biztonságtechnikai ipar számára, mivel a fémdetektorok által nem érzékelhetők. E probléma megoldása végett a nem-katonai késeket gyártók közül sokan, bizonyos mennyiségű fémet tesznek minden kerámiakésbe, így biztosítva, hogy a szokásos eszközökkel is felismerhetők legyenek. A kerámia kések kimutathatók ugyan nagyon nagy frekvenciájú szkennerekkel, de ezek jelenleg (2006) még nem terjedtek el széles körben.

## Fordítás
- Ez a szócikk részben vagy egészben  a   Ceramic knife című angol Wikipédia-szócikk fordításán alapul.  Az eredeti cikk szerkesztőit annak laptörténete sorolja fel. Ez a jelzés csupán a megfogalmazás eredetét és a szerzői jogokat jelzi, nem szolgál a cikkben szereplő információk forrásmegjelöléseként.